# Canyon Diablo (meteorito)

De izq. a der.: tamaño estimado del Canyon Diablo que causó el cráter Barringer, tamaño estimado del meteoroide de Cheliábinsk, el meteorito más grande jamás encontrado (el meteorito Hoba) y un Boeing 747 como referencia de tamaño.

Los meteoritos Canyon Diablo o Cañón del Diablo son varios fragmentos de un asteroide que impactó en la Tierra hace 50.000 años atrás creando el cráter Barringer, cerca del actualmente llamado Cañón del Diablo, Arizona, EE. UU. 
El impacto fue producido por un asteroide que se fragmentó en numerosos pedazos dejando un profundo cráter y multitud de trozos meteóricos dispersos en los alrededores.
Es un meteorito metálico y las investigaciones llevadas a cabo en 1953 por Clair Cameron Patterson dataron el meteorito con una edad de 4,550 mil millones de años (± 70 millones de años)

## Historia
Los fragmentos del asteroide que cayó hace cerca de 50.000 años han sido conocidos y recolectados desde mediados del siglo XIX. Se sabe que eran usados por los Pueblos nativos de los Estados Unidos.